# Жан Дюблі
Жан Дюблі (фр. Jean Dubly; нар. 9 серпня 1886, Туркуен, Франція — пом. 21 листопада 1953, Туркуен) — французький футболіст, який грав на позиції захисника. Відомий за виступами у складі клубу «Рубе», та у складі збірної Франції на літніх Олімпійських іграх 1908 року.

## Біографія
Жан Дюблі народився в місті Туркуен. На клубному рівні грав у складі команди «Рубе». У 1908 році Жана Дюблі включили до складу збірної Франції для участі в літніх Олімпійських іграх 1908 року. На турнірі футболіст взяв участь у єдиному матчі першої французької збірної проти збірної Данії, в якому збірна Франції зазнала рекордної поразки за всю свою історію з рахунком 1-17. Більше до складу збірної Жан Дюблі не залучався. Помер Жан Дюблі у 1953 році в своєму рідному місті.